# Znameniti i zaslužni Hrvati te pomena vrijedna lica u hrvatskoj povijesti od 925–1925
Znameniti i zaslužni Hrvati te pomena vrijedna lica u hrvatskoj povijesti od 925–1925 je leksikon životopisa znamenitih i zaslužnih Hrvata.
Puni naslov knjige glasi: Znameniti i zaslužni Hrvati te pomena vrijedna lica u hrvatskoj povijesti od 925-1925.: sa pregledom povijesti Hrvatske, Bosne i Istre, hrvatske književnosti i razvitka hrvatskog jezika, te hrv. vladara, hercega, banova i biskupa, kao uvodom: prigodom proslava 1000-godišnjice hrvatskog kraljevstva. (NSK).
Ovaj je enciklopedijski projekt inicirao i uredio Emilij Laszowski gdje je od ukupno oko tri tisuće životopisa napisao njih 583.
Knjiga sadrži pregled povijesti Hrvatske, Bosne i Istre, hrvatske književnosti i razvitka hrvatskog jezika, te hrv. vladara, hercega, banova i biskupa.
Izašla je prigodom proslave 1000. obljetnice Hrvatskoga Kraljevstva.
Tiskana je u Zagrebu 1925. godine. Sadrži brojne ilustracije. Pretisak je objavljen 1990. godine (ISBN 86-393-0176-X).

## Vanjske poveznice
Mrežna mjesta
- Znameniti i zaslužni Hrvati te pomena vrijedna lica u hrvatskoj povijesti od 925–1925, digitalizirana knjiga